# Diplommatina aurea
Diplommatina aurea é uma espécie de gastrópode  da família Diplommatinidae.
É endémica de Palau.